# Peter Lord
Peter Lord (Bristol, 4 novembre 1953) è un regista e produttore cinematografico britannico, attivo nel campo dell'animazione.
È il cofondatore della Aardman Animations, acclamata sia per i lungometraggi che per i cortometraggi, in particolare quelli con protagonisti il duo di pupazzi Wallace & Gromit.
Ha ricevuto tre volte la nomination ai Premi Oscar: nell'ambito dei Premi Oscar 2013 ha ricevuto la nomination nella categoria miglior film d'animazione (condivisa con Jeff Newitt) per Pirati! Briganti da strapazzo, mentre nel 1993 e nel Premi Oscar 1997 l'ha ricevuta nella categoria miglior cortometraggio d'animazione, rispettivamente per Adam e Wat's Pig.
È coautore, coproduttore e regista del film Galline in fuga (2000), insieme a Nick Park.